# 追逐我的美國夢
是一部美國的喜劇電視劇，自2010年2月14日開始在HBO首播，至2011年11月20日結束。2011年10月2日開始播出第二季。
2011年12月20日，HBO宣布取消本劇，理由是未能吸引大量觀眾和議論。執行製片人麥克·華堡在2012年1月接受《GQ》雜誌採訪時表達希望本劇會在另一個電視網上回歸。截至2018年1月，本劇還沒有消息。

## 演員

### 主要
- 布萊恩·加連保格 飾 Ben Epstein
- 維克托·拉蘇克（英语：Victor Rasuk） 飾 Cam Calderon
- 蕾克·貝爾 飾 Rachel Chapman
- 艾迪·凱伊·托馬斯 飾 David "Kappo" Kaplan
- Scott Mescudi 飾 Domingo Brown
- 路易·古茲曼 飾 Rene Calderon
- 夏儂·索莎蒙（英语：Shannyn Sossamon） 飾 Gingy Wu（第1季）
- 吉娜·葛森（英语：Gina Gershon） 飾 Nancy Frankenburg（第2季）
- 妮可·拉理伯特（英语：Nicole LaLiberte） 飾 Lulu（第2季）
- 茱莉·克萊爾（英语：Julie Claire） 飾 Robin（第2季）
- 喬·潘托利亞諾 飾 Felix De Florio（第2季）
- Eriq La Salle（英语：Eriq La Salle） 飾 Everton Thompson（第2季）
- 詹姆士·蘭森 飾 Tim

### 常設
- 喬伊·蘇普拉諾（英语：Joy Suprano） 飾 Christen（第2季）

## 外部連結
- 官方网站
- 互联网电影数据库（IMDb）上《追逐我的美國夢》的资料（英文）